# Knut Schärlund
Knut Herman Schärlund, född 3 maj 1886 i Norrköping, död 16 februari 1941 i Spånga, var en svensk skådespelare. 
Schärlund var gift 1914–1924 med skådespeleraren Hjördis Gille (1881–1961)  och far till barnskådespelaren Aino Schärlund-Gille. Han gifte om sig med sjuksköterskan Amelie Nilsson (1888–1982).

## Filmografi
- 1915 – Landshövdingens döttrar

## Teater

### Roller
| År   | Roll            | Produktion                                                          | Regi               | Teater                      |
| ---- | --------------- | ------------------------------------------------------------------- | ------------------ | --------------------------- |
| 1919 | Bondgubben Lars | Den falska amerikanskan Allan Lippe                                 |                    | Folkets hus teater          |
| 1919 | Tok-Anders      | När byskräddaren och byskomakaren gifte bort sin pojke Björn Hodell | Pierre Fredriksson | Tantolundens friluftsteater |